# Вила-Прописиу
Вила-Прописиу (порт. Vila Propício) — населённый пункт и муниципалитет в Бразилии, входит в штат Гояс. Составная часть мезорегиона Восток штата Гойяс. Входит в экономико-статистический микрорегион Энторну-ду-Дистриту-Федерал. Население составляет 5001 человек на 2006 год. Занимает площадь 2181,575 км². Плотность населения — 2,3 чел./км².

## История
Город основан 6 августа 1952 года.

## Статистика
- Валовой внутренний продукт на 2003 год составляет 47 869 466,00 реалов (данные: Бразильский институт географии и статистики).
- Валовой внутренний продукт на душу населения на 2003 год составляет 10 041,84 реал (данные: Бразильский институт географии и статистики).
- Индекс развития человеческого потенциала на 2000 год составляет 0,674 (данные: Программа развития ООН).